# Corel
Корпорація Корел (англ. Corel Corporation) — компанія, що виробляє комп'ютерні програми. Штаб-квартира розташована в Оттаві. 13 вересня 2022 року компанія Corel провела ребрендінг та змінила назву на Alludo.

## Історія
Заснована Майклом Ковпландом в 1985 році. Він планував її як дослідницьку лабораторію. (Корел («Corel») є скороченням «COwpland REsearch Laboratory»). Компанія мала великий успіх протягом високотехнологічного буму в 90-х роках і стала на деякий час найбільшою софтверною компанією Канади.
В 1996 році випустила WordPerfect, що конкурував із пакетом Microsoft Office, але програла битву, — Корел був вимушений звільнити велику кількість працівників, а Ковпланд потрапив під розслідування Онтарійської комісії з безпеки за "внутрішню торгівлю".
Війна з Microsoft змінила Corel. Поява Adobe Systems на ринку графічних програм змусила Corel шукати нові сфери ринку. З'явилися такі проекти, як Corel Video, Corel Barista (Java — офіс), Corel Linux.
Ковпланд залишив компанію в серпні 2000 року. Нове керівництво оголосило плани з оздоровлення компанії. Новий голова Corel, Дерек Бюрні, оголосив, що всі продукти розділяться на 5 брендів. Через декілька місяців брендів стало три: DeepWhite, Procreate та Corel. Але згодом, з причини надлишкових витрат, зупинилися на використанні тільки Corel.
У жовтні, 2000 року, Corel оголосив про стратегічний альянс з Microsoft і їхні 135 млн доларів інвестицій в Corel.
Криза на ринку цінних паперів мало не призвела до судового процесу США проти Corel в серпні 2003 року.
В березні 2005 року Corel анонсував купівлю 50000 копій WordPerfect міністерством юстиції США і що WordPerfect додає 4 млн користувачів щорічно через співпрацю з Dell. Corel заявив, що тільки його WordPerfect з 20-ти млн користувачів конкурує з Microsoft Office, порівнюючи з 300 тисячами користувачів Lotus SmartSuite, 70 тисячами користувачів StarOffice (який має також дуже поширений вільний варіант OpenOffice).
26 квітня 2006 року акції Corel знову повернулися на публічний ринок NASDAQ з початковою пропозицією для покупців. Але Vector Capital ще досі володіє приблизно 75% акцій компанії.

## Колишні та сучасні продукти Corel

Друге лого Корел з середини 90-х до лютого 2001 р.

- CorelDraw — редактор векторної графіки.
- Corel PhotoPaint — редактор растрової графіки. Конкурент Adobe PhotoShop. Входить до CorelDraw Graphics Suite.
- Corel R.A.V.E. — розшифровується як Real Animated Vector Effects, векторної графіки анімаційна програма, конкурент Macromedia Flash. R.A.V.E. був зупинений з виходом CorelDraw Graphics Suite X3 (version 13) в лютому 2006 року.
- Corel Graphics Suite — комбінація CorelDraw, PhotoPaint, R.A.V.E., Trace та Capture.
- Corel Designer — у минулому Micrografx Designer, професійна ілюстраційна програма, конкурент Adobe Illustrator.
- Corel Ventura — видавнича система, що мала успіх у її Дос редакції ранніх 90-их. Поновлена в 2002 році.
- Corel Texture — візерунковий растровий генератор, що пішов з виходом Corel Graphics Suite 11.
- WordPerfect — текстовий редактор що був куплений у Novell а оригінально був вироблений Satellite Software International. Конкурує з Microsoft Office і Open Office.
- Corel KnockOut — професійний редактор зображувальних масок плагин.
- XMetaL — XML редактор, куплений у SoftQuad в 2001 і потім проданий до Blast Radius в 2004 році.
- Corel Linux — Дебіан-Лінукс. Був проданий до Xandros в 2001 році.
- Corel Painter — у минулому Fractal Painter. Програма наслідує натуральні засоби малювання (фарба, крейда, пензлі та інше)
- Bryce (software) — програма для розробки 3D-краєвидів. Продана в 2004 році до DAZ Productions.
- Paint Shop Pro — в жовтні 2004, Корел придбав Jasc Software, компанію-виробника редактора растової графіки.
- Quattro Pro — табличний редактор (аналог Microsoft Excel) придбаний у Борланд (Borland) і доданий до WordPerfect Office.
- Paradox — реляційна база даних придбана у Borland, що додана до WordPerfect Office Professional Edition.
- Corel InfoCentral — професійний інформаційний менеджер (PIM). Спершу у складі WordPerfect Office version 7, пізніше — вільно розповсюджувана програма.
- Click and Create — програма для розробки ігор від Clickteam. Також продається як The Games Factory.
- WinZip — архіватор файлів, придбаний в 2006 році через купівлю Корелом WinZip Computing.